# Или (река)
Или́ (кит. 伊犁河, уйг. ئىلى / Или‎, каз. Іле) — река в Китае (Или-Казахский автономный округ в Синьцзян-Уйгурском автономном районе) и Казахстане (Алматинская область).
Длина — 1439 км, из которых 815 км (56,6 %) на территории Алматинской области Казахстана, где является крупнейшей рекой области и одной из крупнейших рек страны. Площадь водосборного бассейна составляет 140 000 км².
Современный сток реки в устье оценивается в 12,3 км³/год (в 1970-х годах, по данным БСЭ — около 23 км³ в год). Или, впадающая в западную часть озера Балхаш, даёт 73—80 % всего притока воды в озеро и сильно опресняет его западную часть.
Среднегодовой расход воды на государственной границе Казахстана (урочище Кайерган) — 395 м³/с, в 37 км ниже Капчагайского водохранилища — 470 м³/с, у села Ушжарма — 468 м³/с, в устье реки при впадении в озеро Балхаш — 329 м³/с.

## Этимология
Этимология гидронима спорна. По оценке В. А. Никонова, гидроним происходит от монгольского или — «сверкающий, блестящий»; другая версия — от древнетюркского «быстрый» или «большая река». Распространенное в прошлом объяснение из русского ил современные авторы исключают.

## География
Берёт начало в Центральном Тянь-Шане в КНР. Исток реки находится в месте слияния рек Кунгес и Текес. Высота истока — 794 м над уровнем моря. Русло реки имеет множество каналов, небольших островков, покрытых камышом и кустарниками. Долина реки сужается только в Капчагайском регионе, а затем снова расширяется. Впадает в западную часть озера Балхаш, сильно опресняя его. Высота устья — 341 м над уровнем моря.
Высочайшей вершиной долины Или является гора высотой 6350 м в ущелье Агиаз на территории Китая.

## Дельта
При впадении в озеро Балхаш образует обширную дельту с несколькими постоянными рукавами: Жидели, Топар, Кугалы, Нарын и множеством небольших озёр, крупнейшим из которых являются озеро Асаубай и озеро Айнаколь образующие свою озерную систему. Около 80 % стока реки идёт через протоку Жидели.
Дельта реки Или — неустойчивая система, внутри которой происходит постоянное изменение распределения стока. Площадь современной дельты Или составляет 415 000 га (2017).
Существует проект реинтродукции туранского тигра на её территории путём переселения сюда дальневосточных особей.
По правую сторону от современной реки пролегают многочисленные древние русла Или, крупнейшее из которых — Жанатас. Расположена в пустыне. В дельте находится населённый пункт Куйган. Дельта Или (как и озеро Балхаш) находится на равнине.

## Притоки
Наиболее крупные притоки реки: Курты, Каскелен, Б.Алматинка, Талгар, Турген, Иссык, Чилик (Шелек), Чарын, Хоргос, Каш, Кюнес, Кёксу, Агиаз, Музарт, Баянкол. Реки и ручьи, стекающие с южного склона хребта Джунгарский Алатау (Борохудзир, Усек с притоками Чижин, Бурхан и Тышкан) русла Или не достигают так как они разбираются на орошение и/или теряются в своих полузаболоченных конусах выноса. Исключение составляет лишь приграничная река Хоргос.

## Населённые пункты
Аралтобе, Баканас, Ушжарма, Акдала, Акколь, Конаев, Кульджа, Гукюрэ, Тамукун, Салакун, Дудоу, Калатуох, Куолакун, Текес Нижний, Туоби Эркун, Текес Верхний, Дубин.

## Фауна
Или и её побережье славится фауной: в воде обитают сом, сазан, жерех, судак, балхашский окунь, карась, змееголов, амур, карп, толстолобик, плотва, красноперка, пескарь, шип, раки, мидии, креветки, а в прибережных зонах водятся белоголовые журавли, ондатра, обыкновенный фазан, камышовый кот, зайцы, а также большое количество пернатых: чёрный коршун, степной орел, кряква обыкновенная, речная крачка, озерная чайка, обыкновенная кукушка, сизоворонка обыкновенная, городская ласточка, серый жаворонок, горная трясогузка, грач, пустынный ворон, удод, и многие другие.

## История
Ещё в начале XX века река была оживлённой дорогой из западного Китая. Сегодня она популярна среди любителей приключенческого туризма, особенно сплавами на плотах по Или до Балхаша. С юга в Или впадает река Чарын, знаменитая своим каньоном. Недалеко от впадения Чарына на берегу Или находится знаменитая песчаная гора — Поющий бархан, а ниже Капчагайской плотины (по течению) известное среди скалолазов урочище Тамгалы-Тас («камни со знаками/писанные камни»). На правом берегу Или выше Капчагайского водохранилища расположен Национальный природный парк «Алтын-Эмель», где ныне разводят куланов и лошадь Пржевальского.

В XI веке на берегу Или стоял город Аккуяш. В 1729 году на реке произошло сражение казахов и джунгаров.

## Хозяйственное значение
Из-за низкого уровня воды среднего течения, Или было зачастую трудно использовать для орошения долины, в связи с чем в период 1965—1970 годы в 12 км ниже посёлка Илийск на трассе Алма-Ата — Талды-Курган была построена плотина Капчагайской ГЭС, образовавшая Капчагайское водохранилище (в 60 км от Алма-Аты). Капчагай называют морем: в теплое время оно является излюбленным местом отдыха горожан. Его максимальная ширина — 22 км, глубина — 45 м. Вдоль побережья располагаются санатории, пансионаты, пляжи, в самом городе Капчагае построен аквапарк. Воды Капчагая богаты разнообразной рыбой.
В настоящее время Китай строит канал от реки Или до западной части Таримской котловины. По состоянию на 2007 год Китай отбирал около ⅓ стока Или для водоснабжения Синьцзян-Уйгурского автономного района и планирует увеличивать отбор воды. Это может привести к ухудшению экологического состояния оз. Балхаш.